# Charytanówka (rejon korosteszowski)
Charytanówka – wieś w rejonie korosteszowskim obwodu żytomierski.